# Oliver Bjerrehuus
Oliver Bjerrehuus es un actor y modelo danés. Es hijo de la actriz escritora Suzanne Bjerrehuus. 

## Vida y Carrera
Oliver Bjerrehuus nace en 1980, en el seno de una familia rica, hijo de la famosa actriz y escritora danesa Suzanne Bjerrehuus.
Oliver estudió ingeniería eléctrica en Aarhuus, Dinamarca, por 2 años, antes de decidirse a tomar un camino diferente, el modelaje. 
En 1997, Oliver se muda a la Nueva York, donde comienza su carrera. Ha trabajado, posado y desfilado para marcas de ropa muy famosas como Calvin Klein, Azzaro, Dolce & Gabbana, Hugo Boss, Náutica, Claiborne y Giorgio Armani. La cima de su carrera como modelo fue cuando en 2003, lo contrató la marca Azzaro para presentar su perfume Visit for men. Aparece a menudo en portadas de revistas como GQ o Vogue
En 2003, Oliver se volvió a su país natal, Dinamarca, donde ahoratrabaja como actor en la televisión y el Cine danés gracias a sus estudios adquiridos en La Gran Manzana, aunque sigue ejerciendo de modelo. 

## Actualidad
Actualmente interpreta el papel de Kenneth en el drama de acción danés, Eurotrash.
El modelaje es secundario a la actuación para Oliver, pero la obsesión con su botín parece haber comenzado a crecer, y ha llegado a un punto en el que es muy selectivo en las asignaciones de sus modelos.

## Vida personal
Tuvo dos romances, y fruto de uno de ellos tuvo un hijo, Oskar, pero en 2004 se divorció, y juntos comparten la custodia.